# Leopoldo Miguez
Leopoldo Miguez   (Niterói, 9 de setembre de 1850 - Rio de Janeiro, 5 de juny de 1902) va ser un compositor brasiler.
Estudià en el Conservatori de Brussel·les, música, humanitats i literatura. De retorn a la seva ciutat natal, obrí un establiment musical, i en ser proclamada la República brasilera se l'anomenà director del Conservatori de música d'aquella capital, des de llavors anomenat Institut Nacional de Música.
Fou un dels millors músics del seu país, i entre les seves composicions hi figuren:
- Marxa nupcial;
- Ouverture en sol;

Els poemes simfònics Parisina, Ave libertas! i Prometheo; Oda á Benjamin Constant, per a orquestra; 
- Pressentiment, per a piano;
- Els himnes Ao trabalho i A instrucção, Marcha triumphal, Sonata en la, Hymno de proclamação da Republica dos Estados-Unidos do Brasil, Suite à l'antique, i altres moltes composicions per orquestra, piano, cant, etc.

Se li deuen a més:
- Elementos de teoria musical i Theoria da formação das escales chromaticas, i un Projecto para a fundação do Instituto Nacional de Musica do Rio de Janeiro.